# Іван VIII (папа)
Іван VIII (лат. Ioannes; ? — 16 грудня 882) — сто сьомий папа Римський (14 грудня 872—16 грудня 882), народився у Римі.

## Біографія
Він часто вважається одним із найталановитіших понтифіків дев'ятого століття і найкращим протягом майже двох століть аж до папства Лева IX. Серед реформ, досягнутих у ході його понтифікату, визначною була адміністративна реорганізація папської курії.

### Боротьба з сарацинами
Коли Риму стали загрожувати сарацини, які перебували на Сицилії, не маючи надії на допомогу франків або візантійців, самостійно створив флот, очолив його й переміг нападників. Все ж, сарацини й надалі кожного року пробували нападати на володіння церкви. З невеликою допомогою від європейських королів він намагався вигнати сарацинів з Італії після того, як вони проникли до Рима. Добитись цього він не зміг і був змушений 878 року укласти перемир'я й платити їм данину.

### Відносини з слов'янами та східною церквою
Папа Іван VIII захистив Мефодія від німецьких опонентів, які заперечували проти використання ним слов'янської мови в літургії. Він підтвердив дозвіл на використання слов'янської мови, наданий спочатку Папою Адріаном II, попередником Івана, Кирилу і Мефодію 863 року. У 879 році він визнає відновлення Фотія як законного патріарха Константинопольського (Фотій був засуджений у 869 році Папою Адріаном II). Послав своїх легатів на Четвертий Константинопольський собор (879-880). На цьому Соборі, крім іншого, були визнані недійсними постанови Третього Константинопольського собору (869-870 рр), ініційованого папою Адріаном II.
У 878 році Іван коронував короля франків Людовика II. Також, він помазав двох імператорів Священної Римської імперії: Карла II Лисого та Карла III Товстого.
Був отруєний, а потім добитий молотом своїми родичами в Римі 16 грудня 882 року. Перший серед восьми убитих середньовічних пап.